# ديفيد فيلاسكيز
ديفيد فيلاسكيز (بالإسبانية: David Velásquez Colón)‏ (8 ديسمبر 1989 بلا سيبا في هندوراس - ) هو مدرب كرة قدم ولاعب كرة قدم هندوراسي في مركز الدفاع، شارك في الألعاب الأولمبية الصيفية 2012. وشارك مع منتخب هندوراس تحت 23 سنة لكرة القدم ومنتخب هندوراس لكرة القدم. أما مع النوادي، فقد لعب مع ريال إسبانيا وناسيونال مونتيفيديو ونادي فيكتوريا.

## مسيرته الكروية
لعب ديفيد فيلاسكيز خلال مسيرته الاحترافية مع 4 أندية في اثنا عشر موسمًا وسجل خلالها 4 أهداف ضمن 164 مباراة. ولم يفز بأي موسم بالكأس وفاز في موسمين بالدوري.
خاض ديفيد فيلاسكيز مسيرته مع نادي فيكتوريا في موسم 2009–10 ليلعب معه ستة مواسم، مشاركًا في 117 مباراة سجل خلالها 4 أهداف. ثم انتقل إلى نادي ناسيونال مونتيفيديو في موسم 2014–15 لمدة موسم واحد، حيث لم يشارك في أي مباراة ولم يسجل أي هدف. لينتقل بعدها إلى نادي ريال إسبانيا في موسم 2015–16 ليلعب معه أربعة مواسم، مشاركًا في 44 مباراة ولم يسجل أي هدف أيضًا. ثم انتقل إلى نادي ريال سوسيداد في موسم 2019–20 لمدة موسم واحد، مشاركًا في 3 مباريات ولم يسجل أي هدف أيضًا.

## وصلات خارجية
- ديفيد فيلاسكيز على موقع الاتحاد الدولي (مؤرشف)  (الإنجليزية)
- ديفيد فيلاسكيز على موقع قاعدة بيانات كرة القدم.إي يو (الإنجليزية)
- ديفيد فيلاسكيز على موقع ناشيونال فوتبول تيمز (الإنجليزية)
- ديفيد فيلاسكيز على موقع Soccerway.com (الإنجليزية)
- ديفيد فيلاسكيز على موقع أوليمبيديا (الإنجليزية)
- ديفيد فيلاسكيز على موقع AS.com (الإسبانية)